# René de Peellaert
René Alphonse Marie Ghislain de Peellaert, né le 25 mars 1864 à Tournai et décédé à Bruges le 21 avril 1927, est le cinquième président du Cercle sportif brugeois, un club de football belge. Il exerce ce mandat de 1911 jusqu'à sa mort en 1927.

## Biographie
René de Peellaert prend la présidence du Cercle sportif brugeois le 11 novembre 1911, sur recommandation du baron Ruzette, un des « financiers » de l'association. Il succède à son ami, le baron Albéric de Formanoir de la Cazerie, président pendant deux ans, période ponctuée par un premier titre de champion de Belgique. Il s'attache d'abord à définir des structures juridiques et administratives efficaces pour le Cercle de Bruges, faisant passer l'association au statut d'ASBL, qu'il conserve toujours en 2012. Le début de sa présidence est marqué par la Première Guerre mondiale, qui empêche le déroulement normal des compétitions, et coûte la vie à plusieurs joueurs du Cercle de Bruges. Après le conflit, il décide d'ériger un monument en hommage aux victimes du conflit, inauguré en 1921.
Le Cercle s'installe dès le début des années 1920 dans le haut du classement, ce qui attire de plus en plus de monde au stade. René de Peellaert, qui rêvait depuis longtemps de voir son équipe évoluer dans son propre stade, fait ainsi bâtir une véritable enceinte pour le Cercle, sobrement baptisé « Stade du Cercle Sportif Brugeois », qui deviendra en 1950 le Stade Edgard De Smedt en hommage à un autre président du Cercle de Bruges, Edgard De Smedt.
Durant la saison 1926-1927, le Cercle est en lutte pour obtenir un deuxième titre de champion de Belgique. Mais cette saison est endeuillée par le décès du défenseur Albert Van Coile le 4 avril 1927, des suites d'une blessure encourue lors d'un match amical face à l'US Tourcoing, dont la gravité n'a pas été diagnostiquée à temps. Lors des obsèques du joueur, le président De Peellaert tient un long discours d'adieu à son joueur sous une pluie battante et une température hivernale. Il contracte une pneumonie, dont il décède deux semaines plus tard.
Quelques semaines après son décès, le club remporte finalement son deuxième titre de champion de Belgique, que les joueurs dédient aux deux disparus.

### Sources et liens externes
- « Les présidents du Cercle de Bruges à travers les années », sur Site officiel du Cercle (consulté le 6 mars 2012)

### Littérature
- Robert COPPIETERS 'T WALLANT, Notices généalogiques et historiques sur quelque familles en Flandre occidentrale, Brugge, 1946.
- Andries VAN DEN ABEELE, Emile Van den Abeele, een vechter, Tielt, 1969.
- Roland PODEVIJN, Cercle Brugge 1899-1989, K.S.V. Cercle Brugge, 1989
- Oscar COOMANS DE BRACHÈNE, État présent de la noblesse belge, Annuaire 1996, Brussel, 1996
- J. CLAEYS & G. DEBACKER, Jubileumboek Cercle Brugge KSV, Brugge, 1999